# Savinac, Bojnik
Savinac (izvirno srbsko Савинац) je naselje v Srbiji, ki upravno spada pod Občino Bojnik; slednja pa je del Jablaniškega upravnega okraja.

## Demografija
V naselju živi 38 polnoletnih prebivalcev, pri čemer je njihova povprečna starost 54,4 let (50,2 pri moških in 58,9 pri ženskah). Naselje ima 20 gospodinjstev, pri čemer je povprečno število članov na gospodinjstvo 2,05.
To naselje je, glede na rezultate popisa iz leta 2002, večinoma srbsko, a v času zadnjih treh popisov je opazno zmanjšanje števila prebivalcev.
|  |

| Demografija | Demografija     | Demografija     |
| Leto        | Št. prebivalcev | Št. prebivalcev |
| ----------- | --------------- | --------------- |
|             |                 |                 |
|             |                 |                 |
|             |                 |                 |
|             |                 |                 |
| 1948        | 177             |                 |
| 1953        | 158             |                 |
| 1961        | 121             |                 |
| 1971        | 99              |                 |
| 1981        | 82              |                 |
| 1991        | 55              | 55              |
| 2002        | 41              | 41              |
|             |                 |                 |

| Etnična sestava po popisu iz leta 2002 | Etnična sestava po popisu iz leta 2002 | Etnična sestava po popisu iz leta 2002 | Etnična sestava po popisu iz leta 2002 | Etnična sestava po popisu iz leta 2002 |
| -------------------------------------- | -------------------------------------- | -------------------------------------- | -------------------------------------- | -------------------------------------- |
| Srbi                                   | Srbi                                   |                                        | 33                                     | 80,48%                                 |
| Črnogorci                              | Črnogorci                              |                                        | 7                                      | 17,07%                                 |
| Neznano                                | Neznano                                |                                        | 0                                      | 0,0%                                   |